# Damasco Majasil
Damasco Majasil är en ort i Mexiko.   Den ligger i kommunen Chilón och delstaten Chiapas, i den sydöstra delen av landet, 800 km öster om huvudstaden Mexico City. Damasco Majasil ligger 1 363 meter över havet och antalet invånare är 138.
Terrängen runt Damasco Majasil är huvudsakligen kuperad. Damasco Majasil ligger uppe på en höjd. Runt Damasco Majasil är det ganska tätbefolkat, med 54 invånare per kvadratkilometer. Närmaste större samhälle är Yajalón, 14,4 km nordväst om Damasco Majasil. I omgivningarna runt Damasco Majasil växer i huvudsak städsegrön lövskog.